# Hervormde kerk (Someren)
De Hervormde kerk is een kerkgebouw in Someren in de gemeente Someren in de Nederlandse provincie Noord-Brabant.
Het gebouw staat aan de Speelheuvelplein 6 in het noordwesten van het dorp.

## Geschiedenis

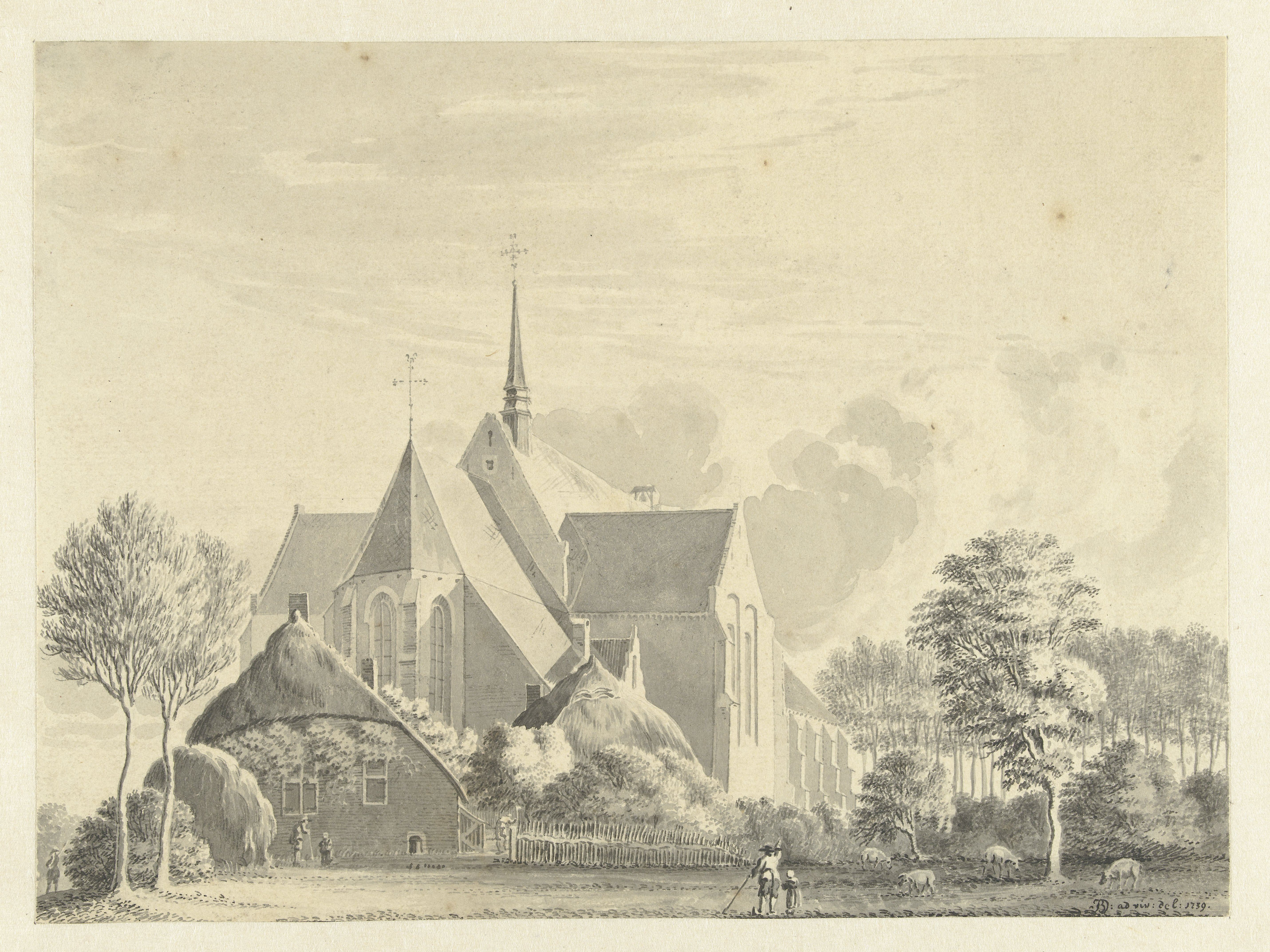
De Hervormde kerk in 1738

In 1648 kwam het middeleeuwse kerkgebouw van Someren toe aan de hervormden en moesten de katholieken elders kerken. Deze kerk stond aan de Vogelenzang/Nachtegaallaan. Hier ligt nog de protestantse begraafplaats.
In 1868 werd het schip van deze middeleeuwse kerk afgebroken en vonden de kerkdiensten plaats in het koor van deze kerk.
In 1884-1885 werd er een nieuw kerkgebouw gebouwd naar het ontwerp van architect P. van den Erve en op 1 november 1885 werd dit nieuwe gebouw in gebruik genomen aan het Speelheuvelplein.
In 1965 vond de renovatie van het kerkgebouw plaats.
Op 14 juli 1999 werd het kerkgebouw opgenomen in het rijksmonumentenregister.

## Opbouw
Het kerkgebouw is een eenvoudig zaalkerkje met erachter een consistoriekamer eraan vastgebouwd. Het gebouw heeft vier traveeën en een driezijdige sluiting aan de noordwestzijde. De kerkzaal heeft een gestukadoord kruisribgewelf met als dak een zadeldak, de consistoriekamer heeft een schilddak. De gevel aan de zuidoostzijde (straatzijde) is een pilastergevel dat voorzien is van een risaliserend portaal (naar voren komend) en een pinakel. De gevel zelf is een tuitgevel met een klimmend boogfries en een wijzerplaat met uurwerk. Boven op de gevel staat een klein vierkanten klokkentorentje met een carillon bestaande uit achttien klokken.